# Victoria Ruffo
Victoria Ruffo, nome artístico de María Victoria Eugenia Guadalupe Martínez del Río Moreno-Ruffo (Cidade do México, 31 de maio de 1962) é uma atriz de televisão mexicana.

## Biografia
Victoria iniciou sua carreira na década de 70, quando ainda era adolescente. A mesma diz que desde os seis anos de idade, seu sonho já era ser uma atriz internacional e de muito sucesso. 
Ruffo começou seus primeiros trabalhos fazendo fotonovelas (folhetins em forma de revista que eram vendidos semanalmente) e posando para algumas revistas de vestidos de noiva.
Sua primeira aparição na TV foi em 1982 na telenovela Quiéreme siempre, produzida por Ernesto Alonso. Nessa novela, Victoria fez parte do elenco juvenil junto com sua irmã Gabriela, sendo então as duas filhas da personagem de Jacqueline Andere. Ainda nesse ano, ela foi convidada também por Ernesto Alonso a participar de uma outra telenovela, chamada En busca del paraíso.
Em 1983, Victoria finalmente conseguiu seu primeiro papel protagonista na novela La fiera produzida pelo famoso Valentin Pímstein, onde interpreta Nathalie.
Em 1985, Victoria ganha uma nova protagonista, dessa vez, uma jovem com deficiência visual, chamada Juana Iris no folhetim que leva o mesmo título. Em 1987, o produtor Ernesto Alonso (o mesmo que a trouxe para o mundo das telenovelas), vendo seu grande potencial como atriz depois de vários êxitos, lhe convida para protagonizar Victória, ao lado de Juan Ferrara. O curioso é que, nesta novela, a própria Victoria é quem canta a música-tema de abertura, intitulada "Tarde".
No fim da década de 1980 Victoria Ruffo já era uma atriz bem conhecida no México, mas ainda nem sonhava em ter alcance internacional. Até que Valentín Pimstein decide produzir um remake de Simplemente María, uma telenovela peruana de 1969. Essa novela mudou a vida de Victoria completamente, pois realmente foi um dos maiores sucessos da televisa e uma de suas telenovelas mais lembradas. Simplemente María foi exportada para vários países, dentre eles Rússia, onde a atriz foi recebida como uma rainha em sua viagem de visita, com milhares de fãs pelas ruas aguardando sua chegada, inclusive os chefes de Estado do país na época; e Brasil, que finalmente conheceu a atriz e se encantou com a trama, garantindo ótimos índices de audiência para o SBT.
Em 1993, Victoria protagoniza Capricho, onde interpreta "Cristina".
Em 1995 protagonizou Pobre niña rica, ao lado de Laura Zapata. Essa foi sua novela de menos êxito.
Em 1998, Vicky (como é chamada pelos fãs), voltou às telinhas, protagonizando mais um sucesso chamado Vivo por Elena, ao lado de Saúl Lisazo.
Em 2000, Victoria Ruffo começa a protagonizar personagens mais maduros, e interpreta "Cristina", em Abrázame muy fuerte, onde trabalha pela primeira vez com César Évora.
Em 2005 após alguns anos de ausência, regressa às novelas protagonizando La madrastra.
Outros sucessos de Ruffo que merecem destaque foram as telenovelas: Victoria (2007), onde pela primeira vez a atriz saiu de seu país e trabalhou para a Telemundo, na Colômbia;
Em 2008, seria a grande vilã de En Nombre del Amor mas de última hora, os produtores preferiram que Letícia Calderón ficasse com o papel. Victoria continou na trama, mas como mãe da protagonista e se despediu da história após 3 meses.
Em Corona de lágrimas (2012), onde Vicky dá vida à "Refúgio Chavero" (Regina, na versão Brasileira). Com esse personagem a atriz conseguiu seu segundo Prêmio TVyNovelas de melhor atriz protagonista. A novela Corona de Lágrimas foi exibida pelo SBT em 2016 com o título "Lágrimas de Amor".

## Vida pessoal
Por volta de 1997, Ruffo se separa de Eugenio Derbez, uma separação uma polêmica que é lembrada até hoje. A mesma disse ter sido vítima de uma mentira por parte do humorista, o qual a enganou fingido ter se casado com ela, quando na verdade, era tudo encenação. O juiz de paz e as testemunhas não passavam de atores contratados pelo mesmo. Diante das várias acusações, Derbez sempre negou tê-la enganado, pois afirma que ela já sabia que tudo se passava de um "casamento de mentirinha para não passar em branco", e que eles se separaram pois a relação já estava desgastada. Dessa relação veio José Eduardo Derbez, que hoje também é ator. Devido à separação, Victoria esteve em depressão por quase dois anos, período em que se afastou completamente da TV, e teve que desempenhar os papéis de mãe e pai ao mesmo tempo. Mas graças à ajuda da família e de seu filho, ela conseguiu encontrar forças para seguir adiante.
É irmã da também atriz, apresentadora e escritora Gabriela Ruffo e da produtora artística Marcela Ruffo.
Em 2001, Victoria se casou com Omar Fayad, e mais uma vez se afasta das telenovelas para dedicar-se a família e tentar engravidar. Em 2004 ela dá a luz aos gêmeos Anuar e Victoria.

## Filmografia

### Televisão
| Ano  | Título                       | Personagem                                          | Notas                                 |
| ---- | ---------------------------- | --------------------------------------------------- | ------------------------------------- |
| 1977 | Variedades de media noche    | Apresentadora                                       | Programa de variedades                |
| 1980 | Conflictos de un médico      | Rosario Reyes                                       |                                       |
| 1980 | Al rojo vivo                 | Pilar Álvarez                                       |                                       |
| 1981 | Quiéreme siempre             | Julia                                               |                                       |
| 1982 | En busca del paraíso         | Grisel                                              |                                       |
| 1983 | La fiera                     | Natalie Ramírez                                     |                                       |
| 1985 | Juana Iris                   | Juana Iris                                          |                                       |
| 1987 | Victoria                     | Victoria Martínez                                   |                                       |
| 1989 | Simplemente María            | María López                                         |                                       |
| 1993 | Al derecho y al Derbez       | Señora Hollstein                                    |                                       |
| 1993 | Capricho                     | Cristina Aranda Montaño                             |                                       |
| 1995 | Pobre niña rica              | Consuelo Villagrán García-Mora                      |                                       |
| 1997 | Mujer, casos de la vida real | —                                                   | Episódio: "¿Donde esta mi hija?"      |
| 1998 | Mujer, casos de la vida real | Ana                                                 | Episódio: "Una extraña enfermidad"    |
| 1998 | Vivo por Elena               | Elena Carbajal                                      |                                       |
| 2000 | Abrázame muy fuerte          | Cristina Alvarez Rivas de Rivero                    |                                       |
| 2001 | Mujer, casos de la vida real | Carmelita Hernández                                 | Episódio: "Entre la vida y la muerte" |
| 2001 | La hora pico                 | Vários personagens                                  | Episódio: "Inivitada Victoria Ruffo"  |
| 2004 | XHDRBZ                       | Madre                                               | Episódio: "El Final de XHDRBZ"        |
| 2005 | La madrastra                 | Maria Fernandes da Cunha de San Román               |                                       |
| 2007 | Victoria                     | Victoria Santiesteban de Mendoza                    |                                       |
| 2008 | En nombre del amor           | Macarena Espinoza de los Monteros                   |                                       |
| 2009 | La Rosa de Guadalupe         | Carolina Hernández                                  | Episódio: "Amor Sin fronteras"        |
| 2010 | Íntimamente entre amigas     | —                                                   |                                       |
| 2010 | Triunfo del amor             | Victoria Gutiérrez de Sandoval                      |                                       |
| 2012 | Corona de lágrimas           | Regina Hernández vda. de Chaveiros                  |                                       |
| 2014 | La malquerida                | Cristina Maldonado Reyes de Domínguez               |                                       |
| 2016 | Las Amazonas                 | Inés Huerta                                         |                                       |
| 2019 | Simón Dice                   | Victoria                                            | Episódio: "Diana dice"                |
| 2019 | Cita a ciegas                | Maura Fuentes de Salazar / de González              |                                       |
| 2022 | Corona de lágrimas II        | Regina Hernández vda. de Chaveiros / vda. de Corona |                                       |

### Cinema
- Yo el ejecutor (1987) - Gloria
- Un hombre violento (1986) - Susana
- Una sota y un caballo (1982) - Mari Carmen Sierra
- De pulquero a millonario (1982) - Rufina
- Un hombre sin miedo (1982) - Laura Aparicio
- Perro Callejero (1980) - Guadalupe
- Ángel del Silencio (1979) - Fabianne
- Discoteca es amor (1979) - Jacqueline

## Teatro
- Las Leonas (2024)
- Los amantes perfecto (2023)
- Las arpías recargadas (2019)
- Las arpías (2017)
- Las locuras del matrimonio (2013)
- Dulce pájaro de juventud (2012)
- Las arpías (2010)
- El huevo de Pascua (2006)
- Ninette y un señor de Murcia (1992)
- ¿Esposa, mujer o fiera? (1990)
- Esta chica es una fiera (1985)

## Prêmios e Indicações
| Ano  | Festival                     | Categoria                 | Nomeações           | Resultado |
| ---- | ---------------------------- | ------------------------- | ------------------- | --------- |
| 1984 | Prêmio TVyNovelas            | Melhor Atriz Jovem        | La fiera            | Venceu    |
| 1988 | Prêmio TVyNovelas            | Melhor Atriz Protagonista | Victoria            | Indicada  |
| 1988 | Prêmio TVyNovelas            | Melhor Tema Musical       | Victoria            | Indicada  |
| 1990 | Prêmio TVyNovelas            | Melhor atriz protagonista | Simplemente María   | Indicada  |
| 1994 | Prêmio TVyNovelas            | Melhor Atriz Protagonista | Capricho            | Indicada  |
| 1999 | Prêmio TVyNovelas            | Melhor Atriz Protagonista | Vivo por Elena      | Indicada  |
| 2001 | Prêmios La Maravilla         | Mehor Co-atuação Feminina | Abrázame muy fuerte | Venceu    |
| 2006 | Prêmios Bravo!               | Melhor Primeira Atriz     | La madrastra        | Venceu    |
| 2006 | Prêmio TVyNovelas            | Melhor Atriz Protagonista | La madrastra        | Indicada  |
| 2009 | Prêmios People en Español    | Melhor Atriz              | En nombre del amor  | Indicada  |
| 2011 | Prêmios People en Español    | Melhor Atriz Coadjuvante  | Triunfo del amor    | Indicada  |
| 2013 | Prêmio TVyNovelas            | Melhor Atriz Protagonista | Corona de lágrimas  | Venceu    |
| 2013 | Prêmios Bravo!               | Melhor Primeira Atriz     | Corona de lágrimas  | Venceu    |
| 2019 | TV Adicto Golden Awards 2019 | Melhor Atriz Coadjuvante  | Cita a ciegas       | Venceu    |
| 2020 | Prêmio TVyNovelas            | Melhor Primeira Atriz     | Cita a ciegas       | Pendente  |